# Tropico (película de 2025)
Tropico es un próximo thriller de cine negro estadounidense dirigido por Giada Colagrande y escrito por Barry Gifford . Está protagonizada por Pedro Pascal, Morena Baccarin y Willem Dafoe.

## Sinopsis
Raymond Sanz, un veterano agente contratado para espiar a Mark, un empresario estadounidense (Pascal) en una calurosa ciudad costera del norte de Brasil. Sin embargo, las cosas se complican más cuando Sanz se enamora simultáneamente de la esposa de Mark, la misteriosa y hermosa Lucía (Baccarin), y de su igualmente hermosa hermana gemela idéntica, Olivia (Baccarin).

## Reparto
- Pedro Pascal como Marcos
- Morena Baccarin como Lucía / Olivia
- Willem Dafoe como Raymond Sanz

## Producción

### Desarrollo
En septiembre de 2019, se anunció que se estaba desarrollando un thriller de cine negro ambientado en Brasil dirigido por Giada Colagrande, con Pedro Pascal, Morena Baccarin y Willem Dafoe como Mark, Lucia y Raymond. 

### Rodaje
La fotografía principal comenzó en abril de 2023, en São Luis Do Maranhão, Brasil. 